# Krzysztof Różnicki
Krzysztof Różnicki (ur. 29 sierpnia 2003 w Lęborku) – polski lekkoatleta, specjalizujący się w biegach średnich.
Mistrz Polski seniorów 2020 w biegu na 800 metrów - 1:47,73 (30.08., Włocławek).
W 2019 roku zajął drugie miejsce w biegu na 800 metrów w trakcie olimpijskiego festiwalu młodzieży Europy w Baku. W 2021 roku został mistrzem Europy juniorów w Tallinnie, zaś kontuzja wyeliminowała go z udziału w mistrzostwach świata juniorów w Nairobi.
Medalista ogólnopolskiej olimpiady młodzieży i reprezentant kraju w meczach międzypaństwowych.
Rekordy życiowe: bieg na 800 metrów (stadion) – 1:44,51 (20 czerwca 2021, Chorzów) rekord Polski juniorów; bieg na 800 metrów (hala) – 1:48,55 (31 stycznia 2021, Spała).

## Osiągnięcia
| Rok  | Impreza                                     | Miejsce   | Konkurencja        | Pozycja    | Wynik   |
| ---- | ------------------------------------------- | --------- | ------------------ | ---------- | ------- |
| 2019 | Olimpijski festiwal młodzieży Europy (EYOF) | Baku      | bieg na 800 metrów | 2. miejsce | 1:53,01 |
| 2020 | Mistrzostwa Polski Seniorów                 | Włocławek | bieg na 800 metrów | 1. miejsce | 1:47,73 |
| 2021 | Mistrzostwa Europy juniorów                 | Tallinn   | bieg na 800 metrów | 1. miejsce | 1:47,44 |